# Gaëtan Dugas
Gaëtan Dugas mer känd som ”Patient Zero”, född 20 februari 1953 i Québec, död 30 mars 1984 i Québec, var en kanadensisk flygsteward på Air Canada som under 1980-talet i både i böcker och på film blev namngiven och utmålad som den som startade hiv-epidemin i USA.
Tre år efter hans död i aids-relaterad njursvikt, 1987, kom boken "And the Band Played On" av Randy Shilts, där Dugas namngavs som en person som haft en nyckelroll i spridningen av hiv i USA. I filmen med samma namn, som kom 1993, visas hur en anställda vid USA:s smittskyddsmyndighet åker till New York i jakt på en "mycket sexuellt aktiv" flygsteward och möts av en nonchalant "Gaëtan Dugas" spelad av Jeffrey Nordling, som till en början inte alls är intresserad av att uppge sina sexuella kontakter.
Påståendena om hans roll tog även fart i medierna där han blev känd som "Patient Zero", vilket är den engelska benämningen för "indexfall", den som först smittas vid ett sjukdomsutbrott. Genom åren har många ifrågasatt detta och 2016 kunde det med genetiska tester klargöras hur spridningen av hiv-viruset i USA gått till. Viruset hade cirkulerat i Nordamerika redan sedan 1970-talet, och kommit till Nordamerika från Afrika via Västindien, framförallt från Haiti. Gaëtan Dugas var därför inte "Patient Zero" och han hade ingen nyckelroll i hiv-spridningen, utan var bara en av många tusen som bar på viruset och spred det vidare med okunskap om hur farligt det var.
I minst 40 fall av de 248 första aidspatientfallen i USA kunde en koppling hittas till Gaëtan Dugas, varav 22 från New York, nio från Los Angeles och nio från sammanlagt åtta andra städer.